# Eduard II. Mučedník
Eduard II. Mučedník (cca 962 – 18. březen 978) byl anglickým králem v letech 975–978.
Datum Eduardova narození není přesně známé. Narodil se jako starší ze dvou synů krále Edgara. Jeho matkou nebyla královna Ælfthryth, nýbrž Wulfthryth nebo jiná žena.
Po Edgarově smrti († 975) nebyl určen následník a vlivní lidé království byli názorově rozděleni. Část podporovala mladšího prince Æthelreda. Eduarda podporovali církevní hodnostáři, především arcibiskupové Dunstan a Oswald a byl jimi vybrán jako nový panovník.

## Eduardova vláda
Eduardova vláda začala špatnou předzvěstí, když byla zpozorována kometa. Poté následoval hladomor. Mocní šlechtici království, hrabata Ælfhere a Æthelwine spolu soupeřili o moc, až téměř došlo k občanské válce. V takzvané protiklášterní reakci využili vlivní šlechtici Eduardovu slabost a připravili reformované benediktýnské kláštery o půdu a jiné majetky, jež jim věnoval král Edgar. Z doby Eduardova panování se zachovalo jen málo královských výnosů, celkově asi jen tři, z nichž by bylo možno odvodit jeho činnost. Všechny se týkají centra království – Wessexu.
Eduardova krátká doba vlády byla ukončena jeho vraždou na hradu Corfe za okolností, které nejsou zcela zřejmé. Podle Anglosaské kroniky byl Eduard II. zabit na nebo poblíž náspu ráno 18. března 978 ve věku pouhých 15-16 let, když byl na návštěvě u bratra Æthelreda. Anglosaská kronika uvádí, že byl pohřben bez královských poct.
Moderní historikové uvádějí tři možné varianty jeho vraždy. První z nich uvádí, že byl zabit šlechtici ve Æthelredových službách buď kvůli osobním sporům, nebo aby umožnili nástup svého pána na trůn. Druhá varianta je podobná první s tím, že v této události se angažovala královna Ælfthryth a to buď tím, že vraždu připravila nebo dovolila, aby její vykonavatelé unikli bez trestu. Třetí možností je, že iniciátorem vraždy byl hrabě Ælfhere.

## Eduard jako světec
Eduardův kult světce je vysvětlován buď jako lidové hnutí nebo jako aktivita, která byla organizována příznivci Eduarda a měla oslabit krále Æthelreda. Eduardovy ostatky byly roku 980 s velkou slávou znovu pohřbeny na význačnějším místě v Shaftesburském opatství.